# Scinax satermawe
Scinax satermawe é uma espécie de anfíbio da família Hylidae. Endêmica do Brasil, pode ser encontrada nos municípios de Maués e Careiro da Várzea, no estado do Amazonas.